# ミスター・ゲイ・ジャパン
 ミスター・ゲイ・ジャパン（英語: MR GAY JAPAN; MGJ）とは、2018年（平成30年）に始まった新たなミスター・ゲイ・ワールド日本大会、及びその優勝者の名称である。
ミスター・ゲイ・ワールド世界大会の国別予選であるミスター・ゲイ・ジャパン日本大会自体は、2018年（平成30年）より開始。
2022年度は、世界的なミスコンテスト『ミス・グランド・ジャパン』と協働し同日開催。

## ミスター・ゲイ・ジャパン
LGBTQ+の環境改善と同性婚の理解促進を掲げ、メッセージを発信するロールモデルを発掘するとともに、LGBTQ+の存在を可視化するプラットフォームの役割を担っている。同性婚賛同署名活動も行っており、2020年度には27,207通の署名を法務省へ提出している。

## 参考
ゲイコンテスト　出場者たちの“日常”――「他者を救うことが自分を救う」https://news.yahoo.co.jp/feature/1339/